# Konrad Huber
Konrad Huber (n. 4 noiembrie 1892, Helsingfors, Imperiul Rus – d. 4 decembrie 1960, Helsingfors, Finlanda) a fost un trăgător de tir ce a reprezentat Finlanda, medaliat olimpic. A participat la o ediție a Jocurilor Olimpice (1924) în care a câștigat o medalie de argint și o medalie de bronz.